# Simó d'Imerècia
Simó I, rei d'Imerècia, fou el fill gran d'Alexandre IV d'Imerècia, i va ser col·locat al tron pels turcs el 1699. Fou assassinat al palau reial el 1701 per Mamia III Gurieli de Gúria que es va proclamar rei.